# GTFO (canción)
«GTFO» es una canción grabada por la cantante estadounidense Mariah Carey. Fue lanzado como el primer sencillo promocional de su decimoquinto álbum de estudio, Caution. Fue escrita por Carey, Bibi Bourelly, Porter Robinson, Paul "Nineteen85" Jeffries y Jordan Manswell; estos dos últimos produjeron también la canción. Contiene también un "sample" de la canción "Goodbye to a World" del álbum debut de Porter Robinson, Worlds (2014).

## Producción y estreno
Carey anunció que "GTFO" sería el primer sencillo promocional de su decimoquinto álbum de estudio. Epic Records lanzó dicho sencillo el 13 de septiembre de 2018.

## Recepción crítica
La canción recibió críticas buenas, considerando la instrumentación de la canción y los vocales de Carey. Fue incluida en la lista de la revista Idolator en el número 59 de los 100 mejores sencillos de 2018; y en la de la lista NPR en el número 92 de las 100 mejores canciones de 2018.

## Recepción comercial
"GTFO" fue el primer sencillo que llega a las listas de Rusia, ocupando el número 25. En Hungría fue un éxito, posicionándose en el número 13. En los Estados Unidos, la canción no logra entrar al Billboard Hot 100, pero logra posicionarse en el número 23 de la lista Billboard R&B Songs. En la lista física/digital de España se posiciona en el número 6; y en las listas de descargas de Reino Unido y Francia se posicionan en los números 74 y 98 respectivamente.
En la lista mundial de iTunes, la canción debutó en el número 1.

## Video musical
El video fue dirigido por Sarah McColgan y fue lanzado el 14 de septiembre de 2018, un día después del lanzamiento del sencillo. Hasta agosto de 2019, cuenta con más de 9 millones de reproducciones en YouTube.

## Presentaciones en vivo
Carey interpretó "GTFO" por primera vez en el iHeartRadio Music Festival de 2018. Luego fue incluido como parte del repertorio del Caution World Tour en 2019.

## Listas
| Lista (2018)                                                 | Máxima posición |
| ------------------------------------------------------------ | --------------- |
| España (PROMUSICAE Physical/Digital)                         | 6               |
| Estados Unidos (Billboard R&B Digital Song Sales)            | 4               |
| Estados Unidos (Billboard R&B Songs)                         | 23              |
| Estados Unidos (Billboard R&B/Hip Hop Digital Singles Sales) | 19              |
| Francia (SNEP Downloads)                                     | 98              |
| Grecia (Billboard Digital Songs)                             | 5               |
| Hungría (Single Top 40)                                      | 13              |
| Reino Unido (OCC Download)                                   | 74              |
| Rusia (Tophit)                                               | 25              |

- Datos: Q56612230